# Karepa
Karepa est un village du nord de l'Estonie situé au bord de la Baltique, dans le comté de Viru-Ouest (commune de Vihula).
Le peintre Richard Sagrits (en) (1910-1968) est né à Karepa. Il est l'auteur du plafond du théâtre d'Estonie en 1947. Sa maison de Karepa a été transformée en musée.